# Сломпи (Тренто)
Сломпи је насеље у Италији у округу Тренто, региону Трентино-Јужни Тирол.
Према процени из 2011. у насељу је живело 11 становника. Насеље се налази на надморској висини од 1228 м.